# Mastigoproctus formidabilis
Mastigoproctus formidabilis är en spindeldjursart som beskrevs av Hirst 1912. Mastigoproctus formidabilis ingår i släktet Mastigoproctus och familjen Thelyphonidae. Inga underarter finns listade i Catalogue of Life.